# Collio (Lombardei)
Collio ist eine norditalienische Gemeinde (comune) mit 1994 Einwohnern (Stand 31. Dezember 2023) in der Provinz Brescia in der Lombardei. Die Gemeinde liegt etwa 38 Kilometer nordnordöstlich von Brescia im Val Trompia an der Mella.

## Gemeindepartnerschaften
Collio unterhält zwei inneritalienische Partnerschaften mit den Gemeinden Castroreale in der Metropolitanstadt Messina und Gonnesa in der Provinz Carbonia-Iglesias.

## Persönlichkeiten
- Alberto Ghidoni (* 1962), Skirennläufer und Trainer